# Крамаренко Сергій Сергійович (біолог)
Сергій Сергійович Крамаренко (1 серпня 1966, Миколаїв) — український зоолог і еколог, професор, доктор біологічних наук, фахівець з популяційної біології наземних молюсків і з математичних моделей у біології, зокрема у селекції худоби.
Автор близько 150 наукових праць, зокрема декількох монографій і посібників, а також 4 патентів. Значна частина статей опублікована у провідних міжнародних журналах, в тому числі у «Organisms Diversity and Evolution», «Biodiversity and Conservation», «Journal of Conchology», «Molluscan Research» тощо.

## Життєпис
У 1991 році закінчив факультет природничих наук Сімферопольського державного університету ім. М. В. Фрунзе (згодом Таврійський національний університет імені В. І. Вернадського). У 1995 році захистив кандидатську дисертацію на тему «Фенотипічна мінливість кримських молюсків роду Brephulopsis Lindholm (Gastropoda; Pulmonata; Buliminidae)» у вченій раді Інституту зоології імені І. І. Шмальгаузена НАН України у Києві (спеціальність — зоологія, науковий керівник — В. М. Попов). Протягом 1995—2001 років працював зоологом-біологом відділу особливо небезпечних інфекцій Миколаївської обласної санітарно-епідеміологічної станції. З 2001 — доцент кафедри годівлі та розведення сільськогосподарських тварин Миколаївського національного аграрного університету. У 2014 році захистив докторську дисертацію «Формування паттернів просторово-часової мінливості наземних молюсків: мультимасштабный підхід», знову в Інституті зоології НАН України (спеціальність — зоологія, науковий консультант — І. В. Довгаль). З 2015 року — професор кафедри генетики годівлі тварин та біотехнології МНАУ.

## Найважливіші наукові праці

### Монографії та посібники
- Крамаренко С. С. Некоторые методы популяционной биологии наземных моллюсков. — Николаев, 1995. — 40 с.
- Сверлова Н. В., Хлус Л. Н., Крамаренко С. С. и др. Фауна, экология и внутривидовая изменчивость наземных моллюсков в урбанизированной среде [Архівовано 25 жовтня 2020 у Wayback Machine.]. — Львов: ГПМ, 2006. — 225 с.
- Шебанін В. С., Мельник С. І., Крамаренко С.С, Ганганов В. М. Аналіз структури популяцій. — Миколаїв: МНАУ, 2008. — 240 с.
- Шебаніна О. В., Крамаренко С. С., Ганганов В. М. Методи непараметричної статистики. — Миколаїв: МНАУ, 2008. — 166 с.
- Крамаренко С. С., Луговий С. І., Лихач А. В., Крамаренко О. С. Аналіз біометричних даних у розведенні та селекції тварин: навчальний посібник [Архівовано 14 серпня 2021 у Wayback Machine.]. — Миколаїв: МНАУ, 2019. — 211 с.

### Статті
- Крамаренко С. С., Попов В. Н. Изменчивость морфологических признаков наземных моллюсков рода Brephulopsis Lindholm, 1925 (Gastropoda; Pulmonata; Buliminidae) в зоне интрогрессивной гибридизации // Журнал общей биологии. — 1993. — Т. 54, № 6. — С. 682—690.
- Крамаренко С. С. Новые данные о межпопуляционной изменчивости половой системы наземных моллюсков Brephulopsis cylindrica (Gastropoda; Buliminidae) Крыма // Зоологический журнал. — 1996. — Т. 75, № 9. — С. 1430—1433.
- Крамаренко С. С. Влияние факторов внешней среды на географическую изменчивость конхологических признаков крымских моллюсков Brephulopsis cylindrica (Menke, 1828) (Gastropoda; Pulmonata; Buliminidae) // Журнал общей биологии. — 1997. — Т.58, № 1. — С. 94–101.
- Крамаренко С. С. Географическая изменчивость частоты встречаемости особей с палатальной складкой у моллюсков рода Brephulopsis (Gastropoda; Buliminidae) [Архівовано 6 березня 2022 у Wayback Machine.] // Вестник зоологии. — 1998. — Т.32, № 3. — С. 70–76.
- Крамаренко С. С., Попов В. Н. Особенности репродукции и роста наземного моллюска Eobania vermiculata (Muller, 1774) (Gastropoda; Pulmonata; Helicidae) в лабораторных условиях // Экология. — 1999. — 4. — С. 299—302.
- Крамаренко С. С., Сверлова Н. В. К изучению наземной малакофауны (Gastropoda; Pulmonata; Stylommatophora) Николаевской области [Архівовано 12 березня 2022 у Wayback Machine.] // Вестник зоологии. — 2001. — 35 (2). — С. 75–78.
- Крамаренко С. С. Особенности скрещивания и репродукции наземных моллюсков Xeropicta derbentina (Pulmonata; Hygromiidae) на северной границе ареала [Архівовано 13 червня 2018 у Wayback Machine.] // Вестник зоологии. — 2002. — 36 (5). — С.55–60.
- Попов В. Н., Крамаренко С. С. Дисперсия наземных моллюсков рода Xeropicta Monterosato, 1892 (Gastropoda; Pulmonata; Hygromiidae) // Экология. — 2004. — № 4. — С.301–304.
- Крамаренко С. С. Метод использования энтропийно-информационного анализа для количественных признаков // Известия Самарского научого центра РАН. — 2005. — Т. 7, No 1. — С. 242-47.
- Вычалковская Н. В., Крамаренко С. С. Особенности миграционной активности наземных моллюсков Brephulopsis cylindrica (Gastropoda; Pulmonata; Buliminidae) [Архівовано 12 березня 2022 у Wayback Machine.] // Вестник зоологии. — 2006. — Т. 40, № 2. — С. 155—159.
- Крамаренко С. С. Особенности внутрипопуляционной конхиометрической изменчивости наземного моллюска Brephulopsis bidens (Gastropoda; Pulmonata; Buliminidae) [Архівовано 12 березня 2022 у Wayback Machine.] // Вестник зоологии. — 2006. — Т. 40, № 5. — С. 445—451.
- Крамаренко С. С., Хохуткин И. М., Гребенников М. Е. Особенности фенетической структуры наземного моллюска Cepaea vindobonensis (Pulmonata: Helicidae) в урбанизированных и природных популяциях // Экология. — 2007. — 1. — С.42–48.
- Крамаренко С. С. Особенности внутри- и межпопуляционной структуры конхиометрической изменчивости наземного моллюска Brephulopsis cylindrica (Gastropoda; Pulmonata; Buliminidae) [Архівовано 6 березня 2022 у Wayback Machine.] // Вестник зоологии. — 2009. — 43 (1). — С. 51–58.
- Крамаренко С. С. Анализ генетической структуры популяции наземного моллюска Cepaea vindobonensis (Gastropoda, Pulmonata, Helicidae) с использованием RAPD-маркера [Архівовано 6 березня 2022 у Wayback Machine.] // Вестник зоологии. — 2009. — 43 (5). — С. 433—439.
- Крамаренко С. С. Особенности аллозимной изменчивости наземных моллюсков рода Brephulopsis (Enidae) в области интрогрессивной гибридизации [Архівовано 13 липня 2020 у Wayback Machine.] // Ruthenica. — 2010. — Т. 20. — № 1. — С.27–34.
- Крамаренко С. С., Леонов С. В. Фенетическая структура крымских популяций наземного моллюска Helix albescens (Gastropoda, Pulmonata, Helicidae) // Экология. — 2011. — 2. — С. 153—160.
- Винарский М. В., Крамаренко С. С., Лазуткина Е. А., Андреева С. И., Андреев Н. И. Статистические методы в изучении континентальных моллюсков // Статистические методы анализа в биологии и медицине. — Омск: Вариант-Омск, 2012. — С. 5–95.
- Kramarenko S.S. The analysis of the reproductive traits of the pulmonate molluscs: a mini-review [Архівовано 15 липня 2020 у Wayback Machine.] // Ruthenica. — 2013. — 23 (2). — P. 115—125.
- Крамаренко С. С., Луговой С. И. Использование энтропийно-информационного анализа для оценки воспроизводительных качеств свиноматок // Вестник Алтайского ГАУ. — 2013. — № 9. — С. 58—62.
- Крамаренко С. С. Активная и пассивная миграция наземных моллюсков: обзор [Архівовано 30 серпня 2016 у Wayback Machine.] // Ruthenica. — 2014. — 24 (1). — С. 1–14.
- Крамаренко С. С., Кунах О. Н., Жуков А. В., Андрусевич Е. В. Анализ паттернов пространственной организации популяций наземных моллюсков: подход с использованием методов геостатистики [Архівовано 15 лютого 2020 у Wayback Machine.] // Бюллетень Дальневосточного малакологического общества. — 2014. — No 18. — С. 5−40.
- Vinarski M.V., Kramarenko S.S. How does the discrepancies among taxonomists affect macroecological patterns? A case study of freshwater snails of Western Siberia // Biodiversity and Conservation. — 2015. — 24, 8. — P. 2079—2091.
- Kramarenko S.S. Patterns of spatio-temporal variation in land snails: a multi-scale approach [Архівовано 9 лютого 2017 у Wayback Machine.] // Folia Malacologica. — 2016. — 24(3). — P. 111—177.
- Kajtoch Ł., Davison A., Grindon A., Deli T., Sramkó G., Gwardjan M., Kramarenko S., Mierzwa-Szymkowiak D., Ruta R., Ścibior R., Toth J.P. Reconstructed historical distribution and phylogeography unravels non-steppic origin of Caucasotachea vindobonensis (Gastropoda: Helicidae) // Organisms Diversity & Evolution. — 2017. — 17, 3. — P. 679—692.
- Balashov I., Kramarenko S., Shyriaieva D., Vasyliuk O. Invasion of a Crimean land snail Brephulopsis cylindrica into protected relict steppic hilltops (tovtrs) in Western Ukraine: a threat to native biodiversity? // Journal of Conchology. — 2018. — 43 (1). — P. 59—69.
- Kramarenko S. S., Lugovoy S. I., Kharzinova V. R., Lykhach V.Y., Kramarenko A. S., Lykhach A.V. Genetic diversity of Ukrainian local pig breeds based on microsatellite markers [Архівовано 15 березня 2022 у Wayback Machine.] // Regulatory Mechanisms in Biosystems. — 2018. — 9 (2). — P. 177—182.
- Kunakh O. N., Kramarenko S. S., Zhukov A. V., Zadorozhnaya G. A., Kramarenko A. S. Intra-population spatial structure of the land snail Vallonia pulchella (Müller, 1774) (Gastropoda; Pulmonata; Valloniidae) [Архівовано 20 травня 2019 у Wayback Machine.] // Ruthenica. — 2018. — 28(3). — P. 91–99.
- Vinarski M.V., Kramarenko S.S. Scale-dependence in geographic variation in a freshwater gastropod across the Palearctic // Molluscan Research. — 2019. — 39 (2). — P. 159—170.
- Kramarenko S.S., Kramarenko A.S. On mate choice in two xerophilic species of land snails, Brephulopsis cylindrica (Pulmonata, Enidae) and Xeropicta derbentina (Pulmonata, Hygromiidae) // Vestnik Zoologii. — 2019. — 53 (3). — P. 237—244.